# Fernando José de Dietrichstein-Nikolsburg
Fernando José de Dietrichstein-Nikolsburg (25 de julio de 1628-1 de diciembre de 1698), fue un príncipe alemán miembro de la Casa de Dietrichstein, caballero de la Orden del Toisón de Oro desde 1668.
Perteneció a la familia noble austriaca de Dietrichstein, cuyos miembros gracias a muchos años de servicio a la Casa de Habsburgo donde ascendieron al rango de barones imperiales (Reichfreiherr; en 1514), condes imperiales (Reichsgraf, en 1600 y 1612) y finalmente en 1624, bajo las leyes de la primogenitura, donde ascendieron al rango de príncipes imperiales (Reichsfürst).

## Biografía
Nacido en Viena , fue el séptimo hijo pero el hijo mayor sobreviviente de Maximiliano , segundo príncipe de Dietrichstein-Nikolsburg, y su primera esposa, la princesa Ana Maria Francisca, hija de Carlos I de Liechtenstein y duque de Troppau y Jägerndorf.
Después de la muerte de su padre en 1655, Fernando José lo sucedió como 3er. Príncipe de Dietrichstein zu Nikolsburg, Señor de Nikolsburg (ahora Mikulov), Polná, Kanitz (ahora Dolní Kounice), Leipnik (ahora Lipník nad Bečvou), Weisskirch, Señor de Nußdorf ob der Traisen (con los distritos incluidos de Reichersdorf y Franzhausen). Más tarde heredó los señores bohemios de Libochovice, Budyně nad Ohří, Pátek, Nepomyšl y Vlachovo Březí .
Como todos sus antepasados, Fernando José estaba al servicio de la Casa de los Habsburgo . Recibió las oficinas de la corte ( Hofamt ) de Oberst-Erblandmundschenk en el Ducado de Carintia y la tierra hereditaria -Jägermeister en el Ducado de Estiria y más tarde fue nombrado Kämmerer del Emperador Leopoldo I y miembro del Consejo Privado .
Una importante tarea de Fernando José tuvo lugar en diciembre de 1666 con motivo del matrimonio del emperador con su sobrina Margarita Teresa , infanta de España y hermana del último rey de la rama de los Habsburgo, Carlos II . Leopoldo lo nombré en 1667 Obersthofmeisterde la entonces emperatriz de 15 años; Este fue un gran honor, pero al mismo tiempo no fue una tarea fácil: el sentimiento cada vez más antiespañol en la corte vienesa debido a la inaccesibilidad del séquito de Margaret, y la presión bajo la cual la Emperatriz estaba después de 6 años de matrimonio en el que ella dio a luz a 4 niños (de los cuales solo una hija sobrevivió) y tuvo varios abortos espontáneos, dañando su salud. Fernando José se convirtió en el confidente de la Emperatriz y la consoló, y tuvo que defenderla de los cortesanos opositores que expresaron su esperanza de que Margaret, enferma, muriera pronto para que el Emperador pudiera contraer un nuevo matrimonio que le proporcionara el tan esperado heredero. Finalmente, la Emperatriz murió el 12 de marzo de 1673, a la edad de 21 años. Unos meses más tarde (15 de octubre), Leopoldo I se casó nuevamente con su prima la Archiduquesa Claudia Felicidad de Austria, pero Fernando José permaneció en su puesto de Obersthofmeister para la nueva Emperatriz.
Desde 1668, Fernando José fue miembro de la Orden del Toisón de Oro como el Caballero 466 desde su fundación. En 1682, el emperador Leopoldo lo nombré su Obersthofmeister y pasé a formar parte del Konferenzminister secreto , por lo que se incluyó en el grupo seleccionado de no más de 2.000 personas que efectivamente gobernaron el Sacro Imperio Romano. Pudo ejercer una influencia no despreciable en la política del gobierno; Esto se debía a que, como Imperial Obersthofmeister , generalmente tenía una silla tanto en el Consejo Privado como en el Konferenzminister . Si bien muchos miembros del Consejo Privado se ocupan principalmente de cuestiones de administración, impuestos, privilegios, etc., el Konferenzministerson un comité secreto creado por Leopoldo I, que constaba de unos pocos (entre 4 y 12) miembros. Son el órgano asesor de política exterior más importante, ya que se dirigieron a la Casa Imperial y son responsables de la política tanto en el Sacro Imperio Romano como en las tierras hereditarias de los Habsburgo. Al mismo tiempo, Ferdinand Joseph, como miembro de este grupo seleccionado, informó los resultados y las decisiones directamente al Emperador.
Sin embargo, esta no fue una tarea fácil. La política gubernamental actual estaba sujeta a las constantes intrigas de los partidos rivales de la corte y, como la corte católica más devota de Europa, el consejo espiritual también era fundamental. Además, la tensa situación internacional le causó problemas: apenas un año después de su nombramiento en julio de 1683 tuvo lugar el segundo asedio turco de Viena por Kara Mustafa Pasha ; solo gracias a la ayuda del rey polaco Juan III Sobieski y el papa Inocencio XI, la capital imperial se salvó. En la Gran Guerra Turca , la ciudad de Belgrado fue asediada y capturada en 1688 y toda Hungría fue liberada por la decisiva victoria del Príncipe Eugenio de Saboya en la Batalla de Zenta , quien fue la base del ascenso austriaco como una gran potencia. En el plano político, la resistencia de la nobleza húngara contra el dominio de los Habsburgo se terminó parcialmente con el consentimiento para la coronación del archiduque José , el hijo mayor de Leopoldo I, como rey de Hungría en 1687. Sin embargo, en el oeste, el rey Luis XIV de Francia fue una amenaza exitosa para el Imperio: en 1683 capturó la ciudad imperial de Estrasburgo y en 1688 ingresó en Renania , después de haber devastado el Palatinado Renano . La guerra contra Francia (llamada Guerra de los Nueve Años ) comenzó, pero tuvo poco éxito. Por la paz de Ryswick en 1697 los Países Bajos españoles donde cedieron a Francia.

## Asiento y voto en el Reichstag
Un evento personal importante para Fernando José fue la ejecución de una pregunta pendiente durante décadas: la confirmación del título principesco de la familia Dietrichstein. Ya en 1624 su tío abuelo Franz Seraph (Cardenal desde 1599 y Príncipe-Obispo y Duque de Olomouc desde 1600) fue elevado al título de Príncipe Imperial. Su padre Maximiliano no solo recibió el título en 1629, sino que también en la Dieta Imperial de Ratisbona en 1654 obtuvo la autorización de un escaño y voto. Esto, sin embargo, era solo provisional y la confirmación estaba sujeta a la condición de la adquisición de un imperial directoterritorio. Posteriormente, sin embargo, debido a la falta de cumplimiento del requisito, los príncipes protestaron por la Dieta Imperial, por lo que Maximiliano fue prácticamente excluido de una participación directa. Fernando Joseph finalmente logró el requisito en 1678 con la adquisición del distrito imperial de Tarasp en Graubünden , otorgado por el emperador Leopoldo I en reconocimiento de sus servicios (por cierto, Tarasp fue el último enclave austríaco en Suiza, y el primero que fue mediatizado en 1803 y anexado a la República Helvética ). El problema legal finalmente se reguló en la Dieta Perpetua de Ratisbonael 29 de mayo de 1686. Ferdinand Joseph fue nombrado embajador de Austria el 4 de octubre de 1686 y (esta vez para siempre) recibió un voto y un escaño en el colegio principesco imperial, entre los Príncipes de Salm y Nassau-Hadamar .

## Derechos para acuñar monedas
Ferdinand Joseph ejerció sus derechos para acuñar monedas al menos dos veces. Se conservan huellas de táleros del año 1695 y ducados del año 1696. Como resultado, también hay representaciones contemporáneas del príncipe, porque en ambas monedas en la parte frontal de su imagen del pecho con gran peluca, encaje de volantes y el Vellocino de oro , con la inscripción " Ferd. SRI Princeps a Dietrichstein " (Fernando Príncipe Imperial de Dietrichstein) y en la parte posterior estaban adornados con la cadena de la Orden del Vellocino de Oro y el escudo de armas de Dietrichstein con la inscripción " In Nicolspurg et dominus in Trasp "(en Nikolsburg y Lord of Trasp) se puede ver.

## Expansión de posesiones
Ferdinand Joseph era uno de los terratenientes más ricos de Austria, pero sabía que su fortuna, y por lo tanto la base de poder de su casa, provenía de la multiplicación de sus tierras; en consecuencia, en 1660 compró a los herederos del conde Tilly el señorío de Reichersdorf, en 1675 el distrito de Franzhausen y más tarde Nussdorf an der Traisen, todos los distritos de la Baja Austria. En 1678 pagó la hipoteca del señorío de Tarasp y el emperador le otorgó (como una gracia especial) la soberanía total sobre esta tierra, y de este modo Tarasp obtuvo la inmediatez imperial. Otro evento económicamente significativo fue que su primo lejano (miembro de la línea Hollenbur) [2] Gundahario de Dietrichstein, ministro imperial y embajador, desde 1656 Conde Imperial y desde 1684 Príncipe Imperial, instituyó un fideicomiso para él, que Ferdinand Joseph heredó en 1690 después de la muerte de Gundahario. También adquirió los dominios de Libochovice, Budyně nad Ohří, Pátek, Nepomyšl y Vlachovo Březí, todos en la actual República Checa.

## Trabajo social
Ferdinand Jiseph también usó su riqueza con fines sociales y caritativos. Su padre, como heredero universal en 1654 de la condesa Johanna Franziska Magnis, estableció en su nombre una escuela dedicada a la Virgen María en Brno . Sin embargo, los fondos originalmente dedicados a este objetivo son 60,000 florines (extraídos del distrito de Medlanko y Brno) que demostraron ser insuficientes, por lo tanto, Ferdinand Joseph transfirió sus derechos sobre el señorío de Mährisch-Neustadt para la fundación, que finalmente se completó. Así, 12 niñas huérfanas entre 12 y 20 años, de las cuales 4 pertenecían al Herrenstand , 4 al Ritterstand y 4 al Bürgertum.recibió una educación y una dote para sus matrimonios. El príncipe incluso estableció hospitales en Nikolsburg y Libochovice.

## Matrimonio y descendencia
En Graz el 7 de febrero de 1656, Ferdinand Joseph se casó con Marie Elisabeth (26 de septiembre de 1640 - 19 de marzo de 1715), hija mayor y única hija sobreviviente de Johann Anton I, príncipe de Eggenberg , Duque de Český Krumlov y Príncipe Conde ( gefürsteter Graf ) de Gradisca d'Isonzo y Anna Maria de Brandenburg-Bayreuth .  Gracias a su matrimonio (que lo relacionó con la dinastía Hohenzollern ) y las uniones de sus hermanos con miembros de las primeras familias nobles de la monarquía de los Habsburgo (incluidas las Casas de Auersperg , Kaunitz , Liechtenstein)., Lobkowitz , Montecuccoli, Trauttmandsorff y Schwarzenberg ), Fernando adquirió una estrecha afinidad no solo con las grandes dinastías del Sacro Imperio Romano sino también con la casa imperial.
Ferdinand Joseph y Marie Elisabeth tuvieron veinte hijos, de los cuales solo cinco sobrevivieron a la edad adulta:
- Anna Maria (2 de febrero de 1657 - 21 de mayo de 1659).
- Sigmund Franz (21 de abril de 1658 - 26 de agosto de 1667).
- Sophia Barbara (10 de abril de 1659 - 21 de julio de 1659).
- Leopoldo Ignaz Joseph (16 de agosto de 1660 - 13 de julio de 1708), 4.º Príncipe de Dietrichstein.
- Erdmuthe Teresa María (17 de abril de 1662 - 16 de marzo de 1737), casada el 16 de febrero de 1681 con su primo hermano, príncipe de Liechtenstein .
- Carlos José (17 de julio de 1663 - 29 de septiembre de 1693), casado el 16 de mayo de 1690 con la condesa Elisabeth Helena de Herberstein. Sin descendencia.
- Walter Francisco (18 de septiembre de 1664 - 3 de noviembre de 1738), 5.º príncipe de Dietrichstein.
- Fransisca (nacido y muerto el 22 de octubre de 1665).
- Maximiliano (nacido y muerto el 25 de agosto de 1666).
- Margarita (17 de septiembre de 1667 - 24 de agosto de 1682).
- María  (28 de noviembre de 1668 - 24 de abril de 1673).
- Wenzel Dominico  (18 de octubre de 1670 - 24 de abril de 1673).
- Cristián (nacido y muerto el 5 de diciembre de 1672).
- Claudia Felicitas Josefa (25 de abril de 1674 - 10 de septiembre de 1682).
- María Josefa Antonia  (13 de noviembre de 1675 - 16 de noviembre de 1675).
- Fernando (nacido y muerto en octubre de 1676).
- María Carlota Ana (20 de septiembre de 1677 - 21 de agosto de 1682).
- Jacobo Antonio (24 de julio de 1678 - 15 de mayo de 1721), se casó en primer lugar en 1709 con la condesa María Carolina de Wolfsthal y en segundo lugar el 23 de octubre de 1715 con la condesa María Francisca Sofía de Starhemberg. Con descendencia en ambos matrimonios.
- Raimundo José (18 de junio de 1679 - 18 de agosto de 1682).
- Dominica María Ana (30 de julio de 1685 - 3 de marzo de 1694).

- Datos: Q117116
- Multimedia: Ferdinand Joseph von Dietrichstein / Q117116